# فاطمه شیبانی
فاطمه شیبانی (زاده ۷ دی ۱۳۶۶ در شیراز) مربی بین‌المللی تیم ملی طناب زنی بانوان ایران، مدرس طناب زنی در فدراسیون ورزشهای همگانی و رئیس کمیته طناب زنی استان فارس است. شیبانی حضور در دو دوره مسابقات بین‌المللی طناب زنی جهانی ۲۰۱۸ کشور چین و آسیایی ۲۰۱۹ کشور کره جنوبی را تجربه کرده‌است که در مسابقات کره جنوبی به همراه شاگردانش موفق به کسب سکوی قهرمانی آسیا برای اولین بار در تاریخ ایران شدند.وی همچنین  مسابقات جهانی مجازی طناب زنی سال ۲۰۲۱ و آسیایی مجازی طناب زنی ۲۰۲۲ را داوری کرده است.او دارای مدرک کارشناسی ارشد فیزیولوژی ورزشی از دانشگاه علوم و تحقیقات فارس می‌باشد. وی اولین بانوی داور طناب زنی بین الملی ایرانی است که در دو دوره مسابقات آسایی ۲۰۱۸ تایلند و ۲۰۱۹ کره جنوبی قضاوت کرده‌است. وی در جریان مسابقات آسایی طناب زنی ۲۰۱۹ بعنوان داور اصلی در بخش بزرگسالان انتخاب شده و این بخش را قضاوت کرد. وی برای اولین بار در سال ۲۰۱۸ به عنوان بهترین مدرس فدراسیون ورزشهای همگانی شناخته شد. وی در سال ۲۰۲۰ با صدور حکمی از سوی رئیس فدراسیون آسیایی طناب زنی به مدت دو سال به عضویت کمیته فنی فدراسیون طناب زنی آسیا درآمد ، همچنین با ابلاغ رییس فدراسیون جهانی طناب‌زنی به مدت چهار سال عضو کمیته جوانان فدراسیون جهانی طناب‌زنی شد .